# マーシー・モイム
マーシー・モイム（Mercy Moim、1989年1月1日 - ）は、ケニアの女子バレーボール選手である。

## 来歴
2005年にケニア代表に初選出され、2010年の世界選手権で三大大会に初出場した。2013年のアフリカ選手権では優勝へ導き、大会MVPに選ばれた。2016年より代表チームの主将を務め、2018年の世界選手権、2019年のワールドカップなどの国際大会で活躍した。2021年開催の東京2020オリンピックに出場。開会式ではケニア選手団の旗手を務めた。

## 球歴
- オリンピック - 2021年
- 世界選手権 - 2010年、2018年
- ワールドカップ - 2011年、2015年、2019年

## 受賞歴
- 2013年 アフリカ選手権 MVP
- 2017年 アフリカ選手権 ベストアタッカー賞
- 2021年 アフリカ選手権 ベストレシーバー賞

## 所属クラブ
- Kenya Commercial Bank（2005-2006年）
- Kenya Prisons （2007-2014年）
- Liiga Ploki（2014-2015年）
- Oriveden Ponnistus（2015-2016年）
- アゼルレイル・バクー（2016-2017年）
- Supreme Volleyball Club（2019-2020年）
- Kenya Commercial Bank（2020-）